# Escudo de La Eliana
El escudo de La Eliana es un símbolo representativo que utiliza el ayuntamiento del municipio español de La Eliana, en la Comunidad Valenciana. Tiene el siguiente blasonamiento:

Encima de un pergamino, el escudo, que lleva, en campo de azur, el templo de l'Eliana visto de cara y fielmente reproducido, al natural y terrazado con el color de la tierra natural [en realidad se representa sin terraza y cimentado tocando el borde inferior del cuartel]. En punta lleva en campo de oro los cuatro palos de gules.

## Historia
Con la segregación definitiva de la Pobla de Vallbona en 1958 se inicia el procedimiento para dotarse de un escudo heráldico municipal. Se encargó el estudio introductorio y la composición heráldica a Felipe Llopis Planells, que propuso el siguiente blasonamiento:

Sobre un fondo de pergamino, de recia contextura clásica, destaca el escudo que trae: en campo de azur, el templo de L'Eliana visto de frente y fielmente reproducido, al natural y terrasado al color de la tierra natural. Entrado en punta trae en campo de gules dos ramos de sinople, o sea, los ramos de sinople en campo de gules que hemos visto en el escudo de Casa Ramos de Galicia, que está representado en el frontispicio de la iglesia parroquial de L'Eliana.

Propuesta de escudo municipal de Felipe Llopis, 1958.

El Pleno del Ayuntamiento modificó esta propuesta y sustituyó los ramos de la Casa Ramos por los cuatro palos o Señal Real de Aragón, que es el escudo que actualmente utiliza la Corporación.

### Escudo oficial de 1962

Escudo oficial de La Eliana según el blasonamiento que aparece en el BOE.

El escudo oficial, nunca usado por el Ayuntamiento, se aprobó por Decreto 704/1962 de 29 de marzo de 1962, publicado en el BOE núm. 83 de 6 de abril de 1962. La publicación en el BOE olvidó los cuatro palos de la punta del escudo y el pergamino:

De azur, la iglesia, de plata (con el peculiar trazado que desea el Concejo aludido, aunque ello sea con cierta licencia, pues en heráldica están establecidas unas característica distintas para cada uno de los edificios religiosos según su condición -catedral, iglesia, capilla, etc.-, pero comunes dentro de ellas, ya que alguna otra localidad española se blasona con armas parejas, cuya diferenciación de las actuales quedaría lograda en la forma que se apunta). Al timbre, corona abierta de ocho florones.